# Anne Hidalgo
Ana María Hidalgo Aleu (ur. 19 czerwca 1959 w San Fernando) – francuska polityk i działaczka samorządowa pochodzenia hiszpańskiego. Członkini Partii Socjalistycznej, w latach 2001–2014 pierwsza zastępczyni mera Paryża, od 2014 mer Paryża.

## Życiorys
Urodziła się jako córka Hiszpanów w Andaluzji. Na początku lat 60. przeprowadziła się wraz z rodziną do Lyonu. Kształciła się w zakresie nauk społecznych, ukończyła studia na Université Jean Moulin Lyon 3. Uzyskała dyplom DEA w zakresie prawa społecznego i związkowego na Université de Paris X. Od 1982 była urzędniczką w inspekcji pracy (Inspection du travail), od 1984 na stanowisku inspektora.
W 1994 została członkinią Partii Socjalistycznej. Rok wcześniej została zatrudniona w ministerstwie pracy. W połowie lat 90. przebywała w Genewie, pracując w biurze Międzynarodowej Organizacji Pracy. Od 1998 pełniła funkcję doradcy socjalistycznych członków rządu – Martine Aubry, Nicole Pery i Marylise Lebranchu.
W 2001 została radną Paryża, reprezentując 15. dzielnicę. Nowo wybrany mer Bertrand Delanoë powierzył jej wówczas stanowisko swojej pierwszej zastępczyni, którą była do 2014. W 2002 i 2007 bez powodzenia ubiegała się o mandat poselski. W 2004 i 2010 wybierana na radną regionu Île-de-France.
W 2014 jako kandydatka Partii Socjalistycznej w pierwszej turze wyborów na mera Paryża zajęła drugie miejsce, zdobywając około 34% głosów. W drugiej turze głosowania zdobyła około 53% głosów, pokonała tym samym Nathalie Kosciusko-Morizet i została pierwszą kobietą na stanowisku mera Paryża. W 2020 z powodzeniem ubiegała się o reelekcję – otrzymała 29,3% głosów w pierwszej turze i dające jej zwycięstwo 48,5% głosów w drugiej turze.
W październiku 2021 w wyniku partyjnych prawyborów została kandydatką Partii Socjalistycznej w wyborach prezydenckich w 2022. Zajęła w nich 10. miejsce wśród 12 kandydatów z wynikiem 617 tys. głosów w pierwszej turze (1,8%). Przed drugą turą głosowania wezwała do poparcia ubiegającego się o reelekcję Emmanuela Macrona.

## Odznaczenia
Francuskie
- Kawaler Legii Honorowej (2012)[10]
- Oficer Orderu Narodowego Zasługi (2016)[11]

Zagraniczne
- Komandor Orderu Izabeli Katolickiej (Hiszpania, 2010)[12]
- Krzyż Wielki Orderu Zasługi Cywilnej (Hiszpania, 2015)[13]
- Gwiazda Orderu Orła Azteckiego (Meksyk, 2016)[14]
- Krzyż Kawalerski Orderu Narodowego Lwa (Senegal, 2016)[15]
- Order Honoru (Armenia, 2017)[16]
- Złote Promienie ze Wstęgą Orderu Wschodzącego Słońca (Japonia, 2021)[17]
- Kawaler Orderu „Za Zasługi dla Litwy” (Litwa, 2024)[18]

Niepaństwowe
- Srebrny Order Olimpijski (Międzynarodowy Komitet Olimpijski, 2024)[19]

## Życie prywatne
Jej pierwszym mężem był Philippe Jantet, z którym ma syna i córkę; małżeństwo zakończyło się rozwodem. Jej drugim mężem został Jean-Marc Germain, z którym ma syna.